# Wójtówka (gmina Bądkowo)
Wójtówka (do 1922 Siergiejówka) – wieś w Polsce położona w województwie kujawsko-pomorskim, w powiecie aleksandrowskim, w gminie Bądkowo.

## Podział administracyjny
W latach 1975–1998 miejscowość należała administracyjnie do województwa włocławskiego. Wieś sołecka – zobacz jednostki pomocnicze gminy Bądkowo w  BIP.
| SIMC    | Nazwa       | Rodzaj    |
| ------- | ----------- | --------- |
| 1027403 | Józefowo    | część wsi |
| 1027432 | Marszałkowo | część wsi |

## Historia
W Słowniku opisana jako kolonia w powiecie nieszawskim, gminie Lubanie parafia Nieszawa. W roku 1885 były: 3 budynki murowane, 1 drewniany, ziemi ornej 118 mórg (około 66,1 ha).